# Tijdmachine

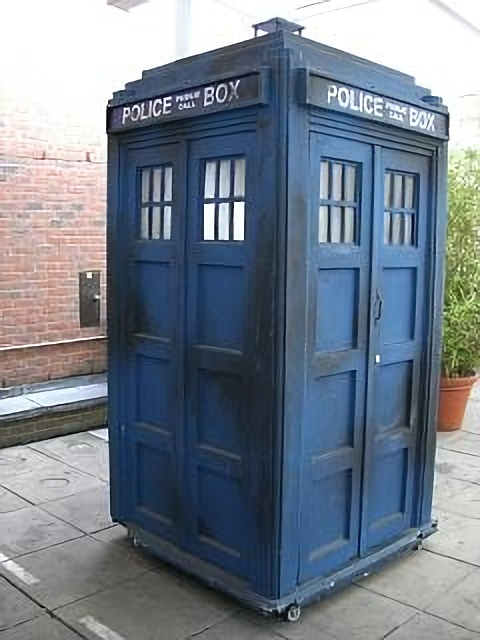
Een tijdmachine, de Tardis, uit Doctor Who

Een tijdmachine is een fictief apparaat om materie achteruit of versneld vooruit in de tijd – en eventueel ook de ruimte – te verplaatsen. Deze verplaatsing wordt tijdreizen genoemd. Tijdmachines en tijdreizen behoren volledig tot de sciencefictionwereld.

## Soorten
Ruwweg zijn er twee soorten tijdmachines.
De eerste soort is een machine die mensen en voorwerpen naar een andere tijd (en soms plaats) kan sturen, maar zelf blijft waar hij is; de machine reist niet mee door de tijd. Dit heeft vaak als bijwerking dat de personen die de tijdreis maken van iemand anders afhankelijk zijn om de machine te bedienen en hen weer terug te halen naar hun eigen tijd. Hiertoe is de machine voorzien van een scherm waarop de tijdreiziger gevolgd kan worden tijdens zijn tijdreis. Een voorbeeld hiervan is de teletijdmachine die vaak terugkomt in de Suske en Wiske-verhalen. Deze tijdmachine kan personen door tijd en ruimte verplaatsen (wegflitsen). De personen worden naderhand door de bediener van de tijdmachine (bij de teletijdmachine is dit Professor Barabas) weer teruggebracht in het heden, meestal op een moment dat de helden van het verhaal in een penibele situatie terecht zijn gekomen. Een soortgelijke tijdmachine komt ook voor in het verhaal Kruistocht in spijkerbroek van Thea Beckman, waarin de protagonist naar de dertiende eeuw reist. Een variant hierop is de "tijdpoort". Deze kan bijvoorbeeld langs een weg worden geplaatst. Er worden dan aan weerszijden van de weg twee zenders geplaatst, waarmee een elektronische "poort" wordt gecreëerd. Alles wat door deze "poort" gaat, wordt dan naar een andere tijd gestuurd. De "poort" blijft dan waar hij is, zodat dingen ook weer door de "poort" terug kunnen gaan naar de huidige tijd.
De tweede soort is een machine die zichzelf in zijn geheel door de tijd kan verplaatsen, samen met alles en iedereen die zich erin bevindt. Een voorbeeld hiervan is de DeLorean-tijdmachine uit de filmreeks Back to the Future. Deze tijdmachine, in de vorm van een auto (een DeLorean), verplaatst objecten door de tijd, waarbij de tijdmachine eveneens door de tijd reist. Ook de tijdmachine in The Time Machine van H.G. Wells is zo'n machine. Bij dit type tijdmachine hebben de personages altijd toegang tot de machine, daar deze met hen meereist. De tijdreizigers kunnen de machine dan ook zelf bedienen.

## Verplaatsing
Een ander punt waarop tijdmachines van elkaar verschillen is hun mogelijkheid om mensen en voorwerpen niet alleen door de tijd, maar ook door ruimte te verplaatsen. Zo zijn er machines die enkel door de tijd kunnen reizen, maar ook machines die door zowel tijd als ruimte kunnen reizen. Dat laatste houdt in dat een tijdreiziger zowel in een andere tijd als op een andere plaats terechtkomt. De teletijdmachine en de tijdmachine uit Kruistocht in spijkerbroek kunnen dit bijvoorbeeld, maar de tijdmachine uit Back to the Future en The Time Machine niet.
Machines die door zowel tijd als ruimte kunnen reizen zijn in dit oogpunt realistischer, daar dit een vereiste is als men bij een tijdreis niet in de ruimte wil belanden. Immers; de aarde draait om haar as en om de zon en de zon beweegt door het heelal. Om te voorkomen dat de reiziger in de lege ruimte landt, moet de machine dus met al dergelijke bewegingen rekening houden en personages behalve door de tijd ook over grote afstanden kunnen verplaatsen. In verhalen over tijdreizen wordt dit veelal voor het gemak vergeten, maar er zijn ook verhalen die hier wel op inspelen, zoals Clark Ashton Smiths verhaal The Letter from Mohaun Los.

## Technische mogelijkheid
Reizen naar het verleden is in werkelijkheid waarschijnlijk onmogelijk. Het idee leidt tot diverse paradoxen. Het zou bijvoorbeeld mogelijk worden naar de middeleeuwen te reizen en daar moderne uitvindingen neer te zetten, zoals de gloeilamp of de televisie. Wie heeft deze dingen dan uitgevonden? Verder zou een tijdreiziger naar het verleden kunnen gaan, naar de tijd waarin zijn ouders nog kinderen waren, en zijn ouders doden. Hoe is de tijdreiziger dan ooit ter wereld gekomen? En als de mens in de toekomst een techniek ontwikkelt om naar het verleden te reizen, waarom merken we daar dan niets van?
Reizen naar het verleden is beter voorstelbaar als men de beperking stelt dat men eerst een punt van bestemming moet instellen. Bijvoorbeeld, iemand bouwt in het jaar 2100 een tijdmachine en stelt dat jaar in. Is het 2110, dan reist hij terug naar 2100. Verder terugreizen is niet mogelijk.
Reizen naar de toekomst is aanmerkelijk beter voorstelbaar, omdat tijddilatatie daadwerkelijk bestaat. In theorie zou men een ruimtevaarder een zeer hoge snelheid kunnen geven - naderend tot de lichtsnelheid - of hem lang laten verblijven in een diepe gravitatieput. Bij terugkomst is hij dan volgens de relativiteitstheorie nauwelijks verouderd, terwijl het op aarde veel later is. Bij de huidige stand van techniek zijn echter slechts ruimtereizen mogelijk met een zeer geringe vermindering van de veroudering.
Met tijddilatatie is reizen naar het verleden net zo onwaarschijnlijk als op een andere wijze.

## Lijst van tijdmachines

### (Strip)boeken
- De Tijdmachine, een roman van H.G. Wells
- Teletijdmachine uit de stripreeks Suske en Wiske
- De materietransmitter uit Kruistocht in spijkerbroek van Thea Beckman uit 1973
- The Technicolor Time Machine, een sciencefictionroman uit 1967
- Time Machine, een boekenserie
- De tijdspoort, een boek van Johan Vandevelde
- Tijdklok uit Het geheim van de Klokkenmaker (1993) van Tonke Dragt
- Blake & Mortimer: de (duivelse) valstrik
- Edelstenentriologie, jeugdtriologie van Kerstin Gier

### Film en televisie

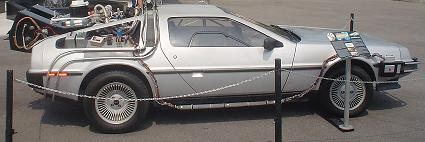
DeLorean uit Back to the Future

- The Time Machine (1960), film geregisseerd door George Pal
- The Time Machine (2002), film geregisseerd door Simon Wells, kleinzoon van H.G.
- DeLorean-tijdmachine uit de filmreeks Back to the Future
- TARDIS, de tijdmachine uit de televisieserie Doctor Who
- Omni, de tijdmachine uit de televisieserie Voyagers!
- De tijdmachine uit de televisieserie Het meisje uit het jaar 3000
- De tijdmachine uit de televisieserie Quantum Leap
- De tijdmachine uit de Terminator-films
- Kruistocht in spijkerbroek, een film van regisseur Ben Sombogaart uit 2006
- Time Machine, een incomplete Bollywoodfilm uit 1992
- De Tijdmachine uit de televisieserie Hotel 13
- De Tijdverdrijver uit de Harry Potter-serie (dit wordt niet echt gezien als tijdmachine, maar het is wel een magisch hulpmiddel waarmee tovenaars alleen maar terug in de tijd kunnen reizen)
- 22-11-1963, roman van Stephen King waarin een bijkeuken een poort naar een andere tijd blijkt
- Steins;Gate, een Japanse animeserie/computerspel, waarin het sturen van berichten naar het verleden ertoe leidt dat er meerdere versies van het heden ontstaan

### Diversen
- De Tijdmachine, stichting met als missie dat iedereen in Nederland kan vergrijzen op eigen wijze. Met haar projecten De Tijdmachine en Gouwe Ouwe draagt de stichting bij aan het verbeteren van de kwaliteit van leven van ouderen. Sinds de oprichting in 2013 namen meer dan 30.000 ouderen deel aan verschillende projecten.[1][2]
- De Tijdmachine, attractie in Museum De Locht in Melderslo
- Mario's Time Machine, een computerspel voor NES, SNES en pc
- Time Machine, een back-upprogramma van Apple voor Mac OS X v10.5
- De tijdmachine, een hoorspel van Paul van Herck
- Tijdmachine, een nummer uit 2008 van de Nederlandse rapper Dio.